# James J. Andrews
James J. Andrews (asi 1829 – 7. června 1862) byl civilista z Kentucky, který pracoval v prvních letech občanské války pro armádu Unie. Stal se vůdcem únosu jižanského vlaku Western and Atlantic Railroad, který je znám jako Velká lokomotivní honička. Únos se úplně nezdařil, únosci museli prchnout, byli zajati a Andrews se sedmi dalšími byli popraveni jako špióni.

## Od narození do únosu
Andrews se narodil v Holiday's Cove, Virginie (nyní Weirton, Západní Virginie). Přestěhoval se do Kentucky, kde našel zaměstnání jako malíř pokojů a učitel zpěvu. Za občanské války se zabýval nelegálními nákupy a pašováním zboží (včetně chininu) přes frontové linie. Jako tajný agent a zvěd sloužící v Nashville, Tennessee, pod generálmajorem Donem Carlosem Buellem přišel na jaře 1862 s plánem shromáždit osm mužů, ukrást vlak v Atlantě a unést ho na sever. Chtěl přerušit spojení armády Konfederace v západním Tennessee a spálit dlouhý železniční most přes řeku Tennessee v Bridgeportu. Plán selhal, jelikož se domluvený strojvůdce nedostavil na smluvené místo.

## Únos vlaku
V dubnu přišel Andrews s novým plánem za generálmajorem Mitchelem. Únosci měli obsadit lokomotivu v severní Georgii a odjet s ní do Chattanoogy, kde by se setkali s Mitchelovou útočící armádou. Dvanáctého dubna 1862 Andrews s dalším civilistou – Williamem „Billem“ Campbellem – a 22 dalšími dobrovolníky z ohijských dělostřeleckých regimentů převlečenými do civilních šatů přepadli v Big Shanty poblíž Kennesaw v Georgii vlak vedený lokomotivou General. Vyrazili s lokomotivou a několika krytými vozy na sever. Cestou poškozovali koleje a telegrafní vedení, aby se zpráva o únosu nemohla šířit do stanic, kterými měli projet a aby znemožnili zásobování vojsk konfederace v Tennessee po železnici. Únosce začal pronásledovat William Allen Fuller, průvodčí ukradeného vlaku – nejprve po svých, pak na drezíně a s využitím několika dalších lokomotiv, které potkal cestou. Po ujetí 87 mil, několik mil od Chattanoogy došlo únoscům palivo a tím i pára. Opustili lokomotivu a rozprchli se do okolních lesů. Brzy poté byli všichni zajati a Andrews identifikován jako vůdce.

## Dohra
Andrews byl postaven před vojenský soud v Chattanooze a odsouzen k smrti oběšením do týdne jako špión. Druhého června Andrews uprchnul ze swimského vězení, ale další den byl znovu zatčen. 7. června byl přepraven do Atlanty před postupující armádou Unie, a to po stejné trati, na které provedl únos. Bezprostředně po příjezdu byl kolem páté hodiny odpoledne na rohu 3rd a Juniper Street oběšen. Poprava byla provedena nešikovně, lešení bylo nízké, takže dosáhl na zem a pravděpodobně umíral udušením. Jeho tělo bylo dočasně pohřbeno na stejném místě. 16. října 1887 bylo převezeno na Národní hřbitov v Chattanooze a hrob byl opatřen monumentálním žulovým náhrobkem s lokomotivou (sekce H, hrob č. 12,982).
V době únosu byl Andrews zasnouben s Elizabeth Laytonovou z Flemingsburgu, Kentucky. Ze zprávy o jeho smrti se již nevzpamatovala a po dvou letech zemřela. Její rodina věří, že příčinou smrti bylo "zlomené srdce".
Jelikož byl Andrews civilista, nemohla mu být udělena Medaile cti, kterou obdržela většina únosců.